# Museu Fragmentos do Tempo
O Museu Fragmentos do Tempo esta localizado na zona rural de São José do Louro a aproximadamente 5km do centro da cidade de Mata, Rio Grande do Sul, Brasil. Visitas são guiadas e podem ser agendadas pelo email contato@fragmentosdotempo.com.br e custam R$ 30,00 por pessoa. Caso for de interesse do visitante, também é possível alugar cabanas com estadia de R$ 150,00 a diária.
O museu, anteriormente, havia sido parte da casa da família de José Eron Haesbaert, que hoje é diretor do estabelecimento, e foi criado no intuito de eternizar o passado de acordo com objetos simples de cada período, como louças de cozinha com os mais diferentes aspectos e pinturas detalhadas - a maioria de porcelana. Nas paredes, também é possível encontrar quadro com ilustrações de antigos moradores e familiares da região. Hoje, o museu conta com mais ou menos 6 mil itens das mais diferentes nacionalidades, a exemplo da japonesa e alemã.

## História
Nossa história começa com maiores detalhes a partir do ano de 1803, quando nasce em Kleve na Renania o menino Johann Peter Christian Haesbaert. Aos seis anos de idade Johann já estava órfão de pai e mãe. Aos dezessete anos quebrou uma perna ao salvar uma criança que estava dentro de uma casa em chamas. Aos 21 anos emigrou para os EUA, onde estudou teologia no Seminário Lutherano de Gettysburg na Pensilvânia no ano de 1828 a 1831. Casou-se por duas vezes ainda nos EUA, com a primeira esposa não teve filhos e com a segunda tiveram onze, todos brasileiros.
Veio para o Brasil em meados de 1845 e assumiu a igreja Luterana em Hamburgerberg, Rio Grande do Sul no dia primeiro de maio desde mesmo ano.

## Salas
O Museu possui seis salas que falam de variados assuntos. Dentre elas a atafona, onde se fazia farinha de mandioca e polvilho e sala de arte cemiterial, a primeira no estado, a fim de resgatar a história dos cemitérios da região, assim como a beleza e esforço que envolviam a construção das antigas lápides.